# Koryciańska Czuba
Koryciańska Czuba (1161 m n.p.m.) – reglowy szczyt w długiej północnej grani Wołowca w Tatrach Zachodnich, pomiędzy Furkaską (1491 m) a Małą Furkaską (1133 m). Przebiega przez niego granica polsko-słowacka i Wielki Europejski Dział Wodny między Morzem Bałtyckim i Czarnym. We wschodnim kierunku ciągnie się od Koryciańskiej Czuby kręty grzbiet z Koryciańskimi Turniami, oddzielający dwie boczne odnogi Doliny Chochołowskiej: Wielkie Koryciska (po południowej stronie grzbietu) i Małe Koryciska (po północnej stronie). Na słowacką stronę, do Doliny Cichej Orawskiej opada spod Koryciańskiej Czuby jedna z dwóch odnóg żlebu Bratraniec.
Koryciańska Czuba jest całkowicie porośnięta lasem. Zbudowana jest ze skał osadowych (wapienie i dolomity) reglowej (górnej) płaszczowiny choczańskiej. Znajduje się w obszarze ochrony ścisłej Koryciska i nie prowadzą przez nią żadne szlaki turystyczne. Na jej wschodnich stokach, na wysokości 1090 m n.p.m. znajduje się jaskinia Schron w Wielkich Koryciskach o korytarzach długości 7,5 m.